# Lista de episódios de Spider-Man: The Animated Series
Spider-Man: The Animated Series, também conhecido como Homem-Aranha no Brasil e Spider-Man - O Homem-Aranha em Portugal, é uma série de televisão animada americana baseada no super-herói da Marvel Comics homônimo. O show foi exibido na Fox Kids Network por cinco temporadas, consistindo de 65 episódios, de 19 de novembro de 1994 a 31 de janeiro de 1998. A série também foi ao ar em syndication no Fox Family Channel, Toon Disney e ABC Family. Atualmente está disponível para transmissão no serviço pago Disney+.

## Visão geral da série
| Temporada | Título                  | Episódios | Episódios | Originalmente exibido  | Originalmente exibido   |
| Temporada | Título                  | Episódios | Episódios | Primeiro lançamento    | Último lançamento       |
| --------- | ----------------------- | --------- | --------- | ---------------------- | ----------------------- |
| 1         | –                       | 13        | 13        | 19 de novembro de 1994 | 11 de junho de 1995     |
| 2         | Neogenic Nightmare      | 14        | 14        | 9 de setembro de 1995  | 24 de fevereiro de 1996 |
| 3         | The Sins of the Fathers | 14        | 14        | 27 de abril de 1996    | 23 de novembro de 1996  |
| 4         | Partners in Danger      | 11        | 11        | 1 de fevereiro de 1997 | 2 de agosto de 1997     |
| 5         | –                       | 13        | 1         | 12 de setembro de 1997 | 12 de setembro de 1997  |
| 5         | Six Forgotte Warriors   | 13        | 5         | 19 de setembro de 1997 | 17 de outubro de 1997   |
| 5         | The Return of Hydro-Man | 13        | 2         | 24 de outubro de 1997  | 31 de outubro de 1997   |
| 5         | Secret Wars             | 13        | 3         | 7 de novembro de 1997  | 21 de novembro de 1997  |
| 5         | Spider Wars             | 13        | 2         | 31 de janeiro de 1998  | 31 de janeiro de 1998   |

## Episódios

### Temporada 1 (1994–95)
| N.º geral | N.º na temp. | Título                                | Dirigido por   | Escrito por                                  | Exibição original       |
| --- | ------------ | ------------------------------------- | -------------- | -------------------------------------------- | ----------------------- |
| 1 | 1            | "Night of the Lizard"                 | Bob Richardson | Gerry Conway, Stan Berkowitz & John Semper   | 19 de novembro de 1994  |
| Peter Parker, que combate o crime como o super-herói mascarado Homem-Aranha, descobre que seu professor de ciências, Curt Connors, foi transformado em um mutante semelhante a um lagarto devido a um experimento que deu errado, e está sequestrando pessoas por toda Manhattan . Como J. Jonah Jameson quer uma foto do lagarto, Peter compete com o repórter rival Eddie Brock para obtê-la. |              |                                       |                |                                              |                         |
| 2 | 2            | "The Spider Slayer"                   | Bob Richardson | ASD                                          | 4 de fevereiro de 1995  |
| Norman Osborn contrata Spencer Smythe para capturar o Homem-Aranha em troca da construção de uma cadeira flutuante para seu filho Alistair . Spencer cria sua arma mais mortal, o Matador de Aranhas , para realizar isso. Brock trabalha com Norman e Spencer para desmascarar o Homem-Aranha. Quando tudo falha e Spencer é supostamente morto na cena, Brock é demitido por Jameson e Felicia Hardy repreende Flash Thompson e Peter por suas ações, enquanto a tia de Peter, May, planeja apresentá-lo à sobrinha de Anna Watson . Na cena final, Alistair é abordado por Wilson Fisk , também conhecido como Rei do Crime. |              |                                       |                |                                              |                         |
| 3 | 3            | "Return of the Spider Slayers"        | Bob Richardson | ASD                                          | 11 de fevereiro de 1995 |
| O Rei do Crime se oferece para fornecer a Alistair os fundos necessários para construir mais robôs Matadores de Aranhas de Spencer, alegando que o Homem-Aranha é responsável pela morte de seu pai. Alistair falha em sua tentativa de matar o Homem-Aranha, Jameson, Flash, Brock e Norman, que ele considera responsáveis pela morte de seu pai. Como consequência, o Rei do Crime o faz trabalhar para ele até que ele mate o Homem-Aranha. Peter finalmente conhece a sobrinha de Anna, Mary Jane Watson. |              |                                       |                |                                              |                         |
| 4 | 4            | "Doctor Octopus: Armed and Dangerous" | Bob Richardson | ASD                                          | 18 de fevereiro de 1995 |
| Quando Peter chega para um encontro com Felicia, ela é sequestrada pelo cientista corrupto Doutor Octopus para forçar sua mãe, Anastasia, a lhe dar o dinheiro que prometeu para financiar seus experimentos. Para complicar as coisas, Peter reconhece a ameaça como Otto Octavius, que já foi seu professor de ciências. |              |                                       |                |                                              |                         |
| 5 | 5            | "The Menace of Mysterio"              | Bob Richardson | John Semper, Marv Wolfman & Stan Berkowitz   | 25 de fevereiro de 1995 |
| Jameson e muitos outros acreditam que o Homem-Aranha é responsável pelos roubos que têm acontecido recentemente. Peter decide então procurar pistas que comprovem que esses roubos foram causados por um impostor do Homem-Aranha. Ele se une ao detetive Terry Lee e confronta Mysterio , um autoproclamado mestre das artes místicas que se passa por um super-herói. |              |                                       |                |                                              |                         |
| 6 | 6            | "The Sting of the Scorpion"           | Bob Richardson | John Semper, Marty Isenberg & Robert N. Skir | 11 de março de 1995     |
| Mac Gargan , um pequeno vigarista contratado por Jameson para seguir Peter e descobrir como ele consegue tirar fotos do Homem-Aranha, faz um acordo com Jameson para eliminar o Homem-Aranha. Gargan é levado ao laboratório de Farley Stillwell , onde é transformado no supervilão Escorpião. |              |                                       |                |                                              |                         |
| 7 | 7            | "Kraven the Hunter"                   | Bob Richardson | ASD                                          | 1 de abril de 1995      |
| Enquanto Peter vai a uma entrevista com a cientista Mariah Crawford , ela é atacada pelo vilão Kraven, o Caçador. Depois que o Homem-Aranha consegue escapar dele, Crawford explica que ela e Kraven costumavam ser apaixonados, mas quando ele foi gravemente ferido por leões, ela não teve escolha a não ser dar a ele uma droga milagrosa chamada Soro Calipso, que ela conseguiu de um antigo parceiro dela. O soro pode curar todas as feridas, mas transformou Kraven em um super-humano louco por caça. Quando Robbie Robertson é sequestrado, o Homem-Aranha e Crawford devem resgatá-lo e administrar o antídoto a Kraven. |              |                                       |                |                                              |                         |
| 8 | 8            | "The Alien Costume, Part 1"           | Bob Richardson | ASD                                          | 29 de abril de 1995     |
| Os astronautas John Jameson e Paul Stevens são enviados a um asteroide recém-descoberto e descobrem uma rocha conhecida como "Promécio X", considerada mais poderosa que o plutônio. Sem que eles saibam, o Promécio X também contém uma criatura negra, semelhante a uma gosma, que consegue se libertar e tenta consumir os dois astronautas. A nave espacial cai na Ponte George Washington, onde o Rhino é enviado pelo Rei do Crime para roubar o Promécio X. O Homem-Aranha consegue salvar John e Stevens, mas, sem que ele saiba, Brock também está na ponte e tira fotos dele e de Rhino. Brock usa propaganda e incrimina o Homem-Aranha por roubar algo da nave, o que leva a uma recompensa de US$ 1 milhão pela cabeça do Homem-Aranha pelo pai de John, J. Jonah Jameson, que recontrata Brock. No entanto, Brock não menciona ter visto Rhino no local. Enquanto isso, o fluido negro pega carona no traje do Homem-Aranha e se forma sobre ele enquanto dorme. O Homem-Aranha então se vê com um traje preto pendurado de cabeça para baixo no meio da cidade, sem nenhuma lembrança de como chegou lá. |              |                                       |                |                                              |                         |
| 9 | 9            | "The Alien Costume, Part 2"           | Bob Richardson | ASD                                          | 6 de maio de 1995       |
| Peter, com seus poderes aprimorados por seu novo traje, concentra sua atenção em Brock e Jameson e avisa a este último para cancelar sua recompensa, mencionando também Rhino e como Brock se esqueceu de mencioná-lo. Jameson descobre por John as mentiras de Brock. Lívido, Jameson o demite e cancela a caçada ao Homem-Aranha. Percebendo que ele está se tornando mais hostil e agressivo, Peter busca a ajuda de Connors, que estuda o traje e percebe que é um simbionte . Peter então usa os poderes do simbionte para encontrar uma pista no apartamento de Brock, apenas para encontrar o Shocker , enviado por Alistair para destruir as evidências que Brock tem do local do acidente. Seguir Shocker leva Peter a Alistair e ao Promethium X, que ele rouba. Kingpin e Shocker formam um plano para sequestrar Jameson em uma tentativa de obter o Promethium X de volta. Os efeitos do simbionte levam Peter literalmente a lutar contra ele para tirá-lo dele. |              |                                       |                |                                              |                         |
| 10 | 10           | "The Alien Costume, Part 3"           | Bob Richardson | ASD                                          | 13 de maio de 1995      |
| De volta ao seu antigo traje, o Homem-Aranha logo se depara com o Rino e o Shocker, que conseguem dominá-lo. No entanto, um "aliado" desconhecido chega e derrota os dois supervilões. O novo "aliado" é Brock, agora conhecido como Venom , que se ligou ao simbionte descartado e quer vingança contra o Homem-Aranha. |              |                                       |                |                                              |                         |
| 11 | 11           | "The Hobgoblin, Part 1"               | Bob Richardson | Larry Brody & John Semper                    | 20 de maio de 1995      |
| Norman contrata o Duende Macabro para assassinar o Rei do Crime por causa das constantes ameaças do senhor do crime contra ele. Durante uma apresentação pública, Peter salva o Rei do Crime no momento em que o Duende Macabro tenta atacá-lo. Após iludir o Homem-Aranha, o Duende Macabro é demitido por Norman após o assassinato malsucedido do Rei do Crime e começa a trabalhar para ele em sua vingança contra Norman. |              |                                       |                |                                              |                         |
| 12 | 12           | "The Hobgoblin, Part 2"               | Bob Richardson | Stan Berkowitz                               | 27 de maio de 1995      |
| O Duende Macabro trai o Rei do Crime e se declara o novo chefe do crime da cidade. O Rei do Crime então pede a Norman que o ajude a retomar sua posição, mas o Duende Macabro sequestra o filho de Norman, Harry, em resposta, forçando o Homem-Aranha a intervir e enfrentar o vilão novamente. |              |                                       |                |                                              |                         |
| 13 | 13           | "Day of the Chameleon"                | Bob Richardson | John Semper                                  | 11 de junho de 1995     |
| Camaleão, um espião internacional, tenta assassinar dois diplomatas para impedir a assinatura de uma proposta de paz. O diretor da S.H.I.E.L.D., Nick Fury, pede a ajuda de Jameson para impedir o crime do Camaleão, enquanto o Homem-Aranha inicia sua própria caçada ao assassino. |              |                                       |                |                                              |                         |

### Temporada 2:Neogenic Nightmare(1995–96)
Cada título individual tinha o prefixo do capítulo "Neogenic Nightmare".
| Neogenic Nightmare |    |                                           |                |                                                   |                         |
| 14 | 1  | "Chapter I: The Insidious Six"            | Bob Richardson | John Semper & David Lee Miller                    | 9 de setembro de 1995   |
| Com Alistair promovendo uma fuga da prisão, o Rei do Crime contrata o Rino, o Shocker, o Doutor Octopus, o Mystério, o Escorpião e o Camaleão para derrotar o Homem-Aranha como o Sexteto Insidioso , enquanto o Rei do Crime lida com o plano de Silvermane de liderar Cabeça de Martelo , Coruja e outros chefes do crime contra ele. Enquanto isso, Peter tem passado por breves períodos em que seus poderes desaparecem temporariamente. |    |                                           |                |                                                   |                         |
| 15 | 2  | "Chapter II: Battle of the Insidious Six" | Bob Richardson | ASD                                               | 16 de setembro de 1995  |
| O Homem-Aranha cai na armadilha do Sexteto Insidioso em um armazém. Tenta lutar contra os seis, mas é capturado e desmascarado, embora consiga convencer os seis supervilões de que é uma fraude, já que o Doutor Octopus observa que ele não tinha as habilidades de luta da última vez. Descontente com o resultado, depois que os senhores do crime foram pacientes o suficiente, Silvermane pede ao Cabeça de Martelo que comece os planos para a guerra contra o Rei do Crime, fazendo com que este último faça com que seu Sexteto Insidioso ataque Silvermane. Depois que o Sexteto Insidioso é derrotado e Silvermane é resgatado, Connors revela que o Homem-Aranha começou a sofrer mutações ainda maiores, o que é a causa do breve desaparecimento de seus poderes. |    |                                           |                |                                                   |                         |
| 16 | 3  | "Chapter III: Hydro-Man"                  | Bob Richardson | ASD                                               | 23 de setembro de 1995  |
| Enquanto lida com a revelação surpreendente de sua condição, o Homem-Aranha se vê diante de uma onda de roubos misteriosos que acontecem pela cidade. Como Peter, ele tenta se aproximar de Mary Jane e descobre que ela está sendo perseguida por seu ex-namorado maligno, que se revela o superladrão Homem-Hídrico , obcecado em reconquistá-la. |    |                                           |                |                                                   |                         |
| 17 | 4  | "Chapter IV: The Mutant Agenda"           | Bob Richardson | ASD                                               | 30 de setembro de 1995  |
| O Homem-Aranha começa a se preocupar com sua crescente mutação. Para buscar uma cura, ele vai até a mansão Xavier , onde encontra os X-Men . Uma breve luta ocorre, mas o Homem-Aranha explica sua situação a Charles Xavier, que diz ao Homem-Aranha que não pode curá-lo. O Fera diz ao Homem-Aranha para ir até o Dr. Herbert Landon, que está trabalhando em uma cura para mutantes. Depois, os capangas de Landon capturam o Fera, deixando o Homem-Aranha aterrorizado. Enquanto o Homem-Aranha assiste à demonstração de Landon, a instalação é atacada pelo Duende Macabro. No entanto, uma misteriosa força telecinética mantém o teto no lugar por tempo suficiente para o Homem-Aranha escapar. Wolverine começa a se preocupar com o desaparecimento do Fera. Ele descobre que o Fera falou com o Homem-Aranha antes de desaparecer e parte para encontrá-lo. - Nota: Os eventos deste episódio acontecem durante a quarta temporada de X-Men: The Animated Series (1992-1997). |    |                                           |                |                                                   |                         |
| 18 | 5  | "Chapter V: Mutants' Revenge"             | Bob Richardson | ASD                                               | 7 de outubro de 1995    |
| Wolverine alcança o Homem-Aranha, que está no encalço do Fera desaparecido. Enquanto isso, o Duende Macabro rouba as informações sobre a tecnologia mutante que o vilão Herbert Landon havia preparado para o Rei do Crime. Já Genevieve, assistente de Landon, luta para manter o segredo de ser uma mutante telecinética, que salvou o Homem-Aranha do teto desabado. Isso é revelado após o Duende Macabro causar um acidente que transforma Landon em um mutante semelhante a um lagarto. - Note: Os eventos deste episódio acontecem durante a quarta temporada de X-Men: The Animated Series. |    |                                           |                |                                                   |                         |
| 19 | 6  | "Chapter VI: Morbius"                     | Bob Richardson | ASD                                               | 28 de outubro de 1995   |
| Crawford desenvolveu uma cura para a doença do Homem-Aranha, mas ela reluta em dar a ele um soro não testado que pode resultar na perda permanente de seus poderes ou pior. Após um acesso de raiva do Homem-Aranha, ela o entrega. No laboratório da ESU, Peter é secretamente observado pelo mais novo interesse amoroso de Felicia, Michael Morbius , que então rouba a amostra de sangue infectada depois que Peter sai para dormir. Um acidente o transforma em um vampiro . Um Homem-Aranha cada vez mais desesperado bebe o soro projetado para curá-lo, mas isso lhe faz crescer quatro braços extras. |    |                                           |                |                                                   |                         |
| 20 | 7  | "Chapter VII: Enter the Punisher"         | Bob Richardson | John Semper & Carl Potts                          | 4 de novembro de 1995   |
| O anti-herói Justiceiro pensa que o Homem-Aranha é um bandido e o persegue. O Homem-Aranha descobre que Morbius se transformou em um vampiro e está drenando o plasma das pessoas para sobreviver. O Homem-Aranha quer ajudar Morbius, mas o Justiceiro tenta se livrar do Homem-Aranha ao mesmo tempo. No entanto, a próxima fase da mutação do Homem-Aranha está prestes a acontecer. |    |                                           |                |                                                   |                         |
| 21 | 8  | "Chapter VIII: Duel of the Hunters"       | Bob Richardson | John Semper                                       | 11 de novembro de 1995  |
| A mutação do Homem-Aranha atinge seu ápice quando ele se transforma no monstruoso Homem-Aranha, enquanto Jameson descobre com Robertson sobre o passado do Justiceiro. Crawford, sem saber da transformação monstruosa, convoca Kraven para ajudá-la a rastrear o Homem-Aranha e curá-lo de sua mutação com um antídoto recém-desenvolvido. Kraven resgata o Justiceiro enquanto eles trabalham juntos para subjugar a forma Homem-Aranha do Homem-Aranha. |    |                                           |                |                                                   |                         |
| 22 | 9  | "Chapter IX: Blade, the Vampire Hunter"   | Bob Richardson | Stephanie Mathison, Mark Hoffmeier, & John Semper | 3 de fevereiro de 1996  |
| O caçador de vampiros Blade chega a Nova York para destruir Morbius, mas o Homem-Aranha quer reverter Morbius à sua forma humana. |    |                                           |                |                                                   |                         |
| 23 | 10 | "Chapter X: The Immortal Vampire"         | Bob Richardson | John Semper & Meg McLaughlin                      | 10 de fevereiro de 1996 |
| O Homem-Aranha e Blade deixam de lado suas diferenças na tentativa de impedir Morbius de usar o Recombinador Neogênico para transformar todos em criaturas semelhantes a vampiros, como ele. Eles se unem a Lee, que se apaixona por Blade. Durante uma tentativa de deter o supervilão, ele sequestra May e Felicia, fazendo com que o Homem-Aranha e Blade tenham uma breve desavença. |    |                                           |                |                                                   |                         |
| 24 | 11 | "Chapter XI: Tablet of Time"              | Bob Richardson | Mark Hoffmeier, Stan Berkowitz, & John Semper     | 18 de novembro de 1995  |
| Um artefato antigo conhecido como Tábua do Tempo foi descoberto. O Rei do Crime quer vendê-lo, enquanto um velho e envelhecido Silvermane quer usá-lo para restaurar sua juventude. Após ser demitido por reprovar Silvermane, Cabeça de Martelo se alia ao Rei do Crime. Silvermane envia Lápide para sequestrar a esposa do Rei do Crime, Vanessa Fisk. O Homem-Aranha lida com o Lagarto novamente quando Lápide é enviado para sequestrar Connors. |    |                                           |                |                                                   |                         |
| 25 | 12 | "Chapter XII: Ravages of Time"            | Bob Richardson | Mark Hoffmeier, Stan Berkowitz & John Semper      | 25 de novembro de 1995  |
| Lápide derrotou o Homem-Aranha e fugiu com o Dr. Connors. Uma troca é feita: Silvermane recupera Alisa e Kingpin recupera Vanessa. Com a Tábua do Tempo, a juventude de Silvermane é restaurada, mas ele continua a rejuvenescer até finalmente se tornar um bebê. Surpreendentemente, a Tábua também é capaz de reverter o Lagarto de volta para Connors. Como a provação fez com que sua Vanessa o abandonasse, Kingpin ordena que a Tábua seja descartada e Hammerhead a entrega a Adrian Toomes. |    |                                           |                |                                                   |                         |
| 26 | 13 | "Chapter XIII: Shriek of the Vulture"     | Bob Richardson | John Semper, Gilles Wheeler & Eyelyn A. R. Gabai  | 17 de fevereiro de 1996 |
| Quando Norman tenta assumir a Toomes Aeronáutica, Toomes fica furioso. Ele usa a tecnologia da Tábua do Tempo para roubar a juventude de qualquer um que toque, tornando-se o Abutre para destruir Norman. |    |                                           |                |                                                   |                         |
| 27 | 14 | "Chapter XIV: The Final Nightmare"        | Bob Richardson | John Semper & Sandy Fries                         | 24 de fevereiro de 1996 |
| O Homem-Aranha busca a ajuda de Connors para reverter os efeitos do envelhecimento causados pelas garras do Abutre. Após absorver a juventude e o DNA do Homem-Aranha, o Abutre sofre uma mutação e se transforma na aranha monstruosa em que o Homem-Aranha se transformou anteriormente. Enquanto isso, o Escorpião vai até Farley Stillwell em busca de uma cura para sua própria mutação. |    |                                           |                |                                                   |                         |

### Temporada 3:The Sins of the Fathers(1996)
Cada título individual tinha como prefixo o capítulo "The Sins of the Fathers".
| The Sins of the Fathers |    |                                      |                |                                                                          |                        |
| 28 | 1  | "Chapter I: Doctor Strange"          | Bob Richardson | John Semper & Mark Hoffmeier                                             | 27 de abril de 1996    |
| Mary Jane tornou-se maligna e juntou-se a um culto maligno sob o controle do mago Barão Mordo , sendo levada a acreditar que ela tem um relacionamento com seu pai. Enquanto o Homem-Aranha investiga a verdade por trás das intenções do culto, ele se encontra com o Doutor Estranho e Wong e os ajuda a impedir que Mordo liberte Dormammu da Dimensão Negra. Após os dois serem derrotados e seu plano frustrado, Strange diz a Wong que está sentindo alguém mais poderoso do que ele. |    |                                      |                |                                                                          |                        |
| 29 | 2  | "Chapter II: Make a Wish"            | Bob Richardson | John Semper Teleplay: Mark Hoffmeier, Elliot S. Maggin, & Meg McLaughlin | 4 de maio de 1996      |
| Em uma batalha com o Doutor Octopus, um prédio de pesquisa médica é destruído. Culpando a si mesmo, Peter está considerando desistir de ser o Homem-Aranha, quando conhece um ser interdimensional chamado Madame Teia e sua maior fã, uma garotinha chamada Taina, com quem o Homem-Aranha compartilha sua história de origem . Enquanto trabalha para o Rei do Crime, o Doutor Octopus ataca com sua nova invenção, o Octobot. |    |                                      |                |                                                                          |                        |
| 30 | 3  | "Chapter III: Attack of the Octobot" | Bob Richardson | Meg McLaughlin & John Semper                                             | 11 de maio de 1996     |
| Durante a batalha do Homem-Aranha com Octobot, o Doutor Octopus usa um blaster anulador de nervos para causar amnésia no Homem-Aranha, convencendo-o de que ele é seu parceiro no crime, e parte em uma onda de crimes. Taina consegue fazer o Homem-Aranha se lembrar de sua verdadeira identidade; ele então a leva de volta ao seu quarto, onde até revela sua verdadeira identidade. Taina promete nunca contar a ninguém. O Homem-Aranha acha que Taina era uma heroína maior do que ele. É revelado que Taina está internada em uma instituição para crianças com doenças terminais e que conhecer o Homem-Aranha era seu último desejo. |    |                                      |                |                                                                          |                        |
| 31 | 4  | "Chapter IV: Enter the Green Goblin" | Bob Richardson | John Semper Teleplay: Marty Isenberg & Robert N. Skir                    | 18 de maio de 1996     |
| Ao desenvolver um novo gás para o Rei do Crime usar como arma com a ajuda de Wardell Stromm , um erro desencadeia uma explosão e Norman desaparece no caos. Um novo vilão conhecido como Duende Verde aparece e sequestra Jameson, Anastasia, Rei do Crime e algumas pessoas não identificadas. O Homem-Aranha suspeita que o filho de Norman, Harry, possa ser o culpado, pois ele os culpou pela morte de seu pai. Eventualmente, o Homem-Aranha resgata todos e descobre que o Duende Verde é Norman, onde um acidente faz com que Norman perca a memória de ser o Duende Verde enquanto o Homem-Aranha e Norman são resgatados por Harry. Felicia mais tarde se encontra com o Homem-Aranha, diz a ele que está apaixonada por ele e o beija apaixonadamente. |    |                                      |                |                                                                          |                        |
| 32 | 5  | "Chapter V: Rocket Racer"            | Bob Richardson | John Semper Teleplay: Doug Booth & Mark Hoffmeier                        | 14 de setembro de 1996 |
| O Homem-Aranha diz a Felicia que não pode ter uma namorada. Ela entende isso, mas quer que o Homem-Aranha saiba o que ela sente por ele. Enquanto isso, Jackson Weele lidera uma gangue de ladrões armados com tecnologia de mochila a jato. Weele desenvolveu uma grande roda giratória com a qual ele se lança pela cidade. Peter quer convidar Felicia para um encontro, mas ela se recusa porque está apaixonada pelo Homem-Aranha. Robert Farrell tenta ajudar sua mãe doente usando a ciência e a tecnologia da gangue para se armar como o Rocket Racer, enquanto bandidos ameaçam sua mãe por dinheiro para proteção. Peter mais tarde conhece o mais novo interesse amoroso de Felicia, Jason Macendale.                                                 |    |                                      |                |                                                                          |                        |
| 33 | 6  | "Chapter VI: Framed"                 | Bob Richardson | John Semper & Mark Hoffmeier Teleplay: Brooks Wachtel & Cynthia Harrison | 21 de setembro de 1996 |
| Após seu primeiro dia no tribunal, Peter relembra como o filho do Rei do Crime, Richard Fisk, lhe deu um emprego em sua empresa, como ele foi incriminado por vender segredos governamentais para organizações estrangeiras e é preso pela agente federal Susan Choi, que está trabalhando com Lee. Peter se encontra com Matt Murdock, um advogado de defesa cego, mas talentoso, que secretamente se disfarça como o vigilante Demolidor . De volta ao presente, Peter é sequestrado pelo Homem-Aranha. Acontece que Richard Fisk o incriminou e que o Homem-Aranha que o sequestrou é o Camaleão disfarçado enquanto o Demolidor resgata Peter. |    |                                      |                |                                                                          |                        |
| 34 | 7  | "Chapter VII: The Man Without Fear"  | Bob Richardson | John Semper & Mark Hoffmeier Teleplay: Sean Catherine Derek              | 28 de setembro de 1996 |
| O Homem-Aranha e o Demolidor tentam limpar o nome de Peter. O Demolidor informa o Homem-Aranha sobre a verdadeira identidade do Rei do Crime como um senhor do crime. Richard também é mostrado em colaboração com Choi. Enquanto o Homem-Aranha luta contra o Camaleão, o cenário se prepara para um confronto fatídico entre o Demolidor e o Rei do Crime, que leva à absolvição de Peter de todas as acusações e às condenações de Richard, Choi e o Camaleão. |    |                                      |                |                                                                          |                        |
| 35 | 8  | "Chapter VIII: The Ultimate Slayer"  | Bob Richardson | John Semper Teleplay: Doug Booth & Mark Hoffmeier                        | 5 de outubro de 1996   |
| Irritado com a prisão e condenação do filho, e com o Homem-Aranha agora sabendo de sua identidade secreta, pela qual ele culpa Alistair, o Rei do Crime tenta matá-lo transformando Alistair em um ciborgue. Ele realiza esse experimento com a ajuda de um Landon meio mutante, que o Rei do Crime trouxe como substituto de Alistair. Graças ao enigma enigmático de Madame Teia sobre por que Alistair está trabalhando para o Rei do Crime, o Homem-Aranha descobre que o pai de Alistair, Spencer, sobreviveu à explosão, com o Rei do Crime o colocando em suspensão criogênica para manipular Alistair. |    |                                      |                |                                                                          |                        |
| 36 | 9  | "Chapter IX: Tombstone"              | Bob Richardson | Larry Brody, Robert N. Skir, Marty Isenberg, & John Semper               | 12 de outubro de 1996  |
| Lápide é contratado por Alisa para destruir a história planejada para o Clarim Diário , que revelava que ela havia assumido o controle da organização criminosa de seu pai. Lápide tenta usar Robertson, de quem era amigo de infância, para destruir a história, usando Randy, filho de Robbie , para isso. Com informações enigmáticas de Madame Teia, o Homem-Aranha ajuda Robertson a corrigir Randy e derrotar Lápide. |    |                                      |                |                                                                          |                        |
| 37 | 10 | "Chapter X: Venom Returns"           | Bob Richardson | Stan Berkowitz, Len Wein, & John Semper                                  | 2 de novembro de 1996  |
| O simbionte retorna à Terra e viaja para Ravencroft para se reunir com Brock, que então escapa como Venom. Ele recebe ordens de Dormammu e Mordo, a quem o simbionte deve seu retorno terrestre, para roubar uma máquina da Stark Enterprises capaz de libertar Dormammu de sua própria dimensão distante. Após o conselho enigmático de Madame Teia de "manter seus amigos por perto, mas seus inimigos mais perto ainda", o Homem-Aranha luta contra Venom com a ajuda do Máquina de Combate |    |                                      |                |                                                                          |                        |
| 38 | 11 | "Chapter XI: Carnage"                | Bob Richardson | Stan Berkowitz, James Krieg, & John Semper                               | 9 de novembro de 1996  |
| Quando Brock se recusa a continuar trabalhando para Dormammu e Mordo, eles transformam o psicótico Cletus Kasady em Carnificina para coletar força vital, essencial para Dormammu entrar na Terra. Carnificina sequestra Ashley Kafka , por quem Brock se apaixonou. Brock então, relutantemente, se une a Tony Stark/Homem de Ferro e Homem-Aranha para salvá-la. |    |                                      |                |                                                                          |                        |
| 39 | 12 | "Chapter XII: The Spot"              | Bob Richardson | James Krieg                                                              | 26 de outubro de 1996  |
| Jonathan Ohn é um cientista brilhante que criou a máquina aceleradora de dilatação temporal, que fabricava portais para Stark. Após a batalha contra Venom e Carnificina, Stark encerrou o projeto do acelerador. Ohn é então abordado pelo Rei do Crime, que financia sua pesquisa para que ele continue o projeto do acelerador, enquanto Ohn se apaixona por sua parceira designada, Dra. Silvia Lopez, que busca uma recompensa maior por seus esforços. Após concluírem a máquina, Ohn é acidentalmente sugado para dentro de um portal, onde vários outros portais se conectam a ele, permitindo-lhe criar e recuperar os portais. Ohn se autodenomina o Ponto e começa a roubar dinheiro para ajudar a financiar seu projeto.                              |    |                                      |                |                                                                          |                        |
| 40 | 13 | "Chapter XIII: Goblin War!"          | Bob Richardson | Mark Hoffmeier, John Semper, Robert N. Skir, & Marty Isenberg            | 16 de novembro de 1996 |
| Norman retorna como o Duende Verde, onde ele e o Duende Macabro, a quem ele considera um impostor, entram em conflito pelo acelerador de dilatação do tempo de Ohn. Enquanto isso, Felicia está noiva de Jason, de quem Peter desconfia muito. Isso é confirmado quando Jason é revelado como o Duende Macabro, já que ambos são capturados pelo Duende Verde. O Duende Verde escapa enquanto Jason é preso. |    |                                      |                |                                                                          |                        |
| 41 | 14 | "Chapter XIV: Turning Point"         | Bob Richardson | James Krieg, John Semper, Robert N. Skir, & Marty Isenberg               | 23 de novembro de 1996 |
| Madame Teia alerta enigmaticamente o Homem-Aranha sobre um monstro de duas cabeças que surgirá em breve. Norman, ainda com o Duende Verde no controle, tenta usar o acelerador de dilatação do tempo para descobrir a identidade secreta do Homem-Aranha. Na batalha que se segue, Mary Jane e o Duende Verde desaparecem em um portal. Enquanto o Homem-Aranha se irrita com Teia, ela afirma que retornará um dia, pois o Homem-Aranha ainda é o "escolhido". |    |                                      |                |                                                                          |                        |

### Temporada 4:Partners in Danger(1997)
Cada título individual tinha o prefixo do capítulo "Partners in Danger".
| Partners In Danger |    |                                                |                |                                                                           |                         |
| 42 | 1  | "Chapter I: Guilty"                            | Bob Richardson | Larry Brody and Meg McLaughlin Story: John Semper                         | 1 de fevereiro de 1997  |
| O Homem-Aranha lamenta a perda de Mary Jane após sua batalha contra o Duende Verde. Enquanto isso, Lápide, encarcerado na Ilha Ryker , planeja vingança contra Robertson por ter causado sua prisão. Em troca de ajudar seu colega de cela Richard em algumas brigas na prisão, Richard pede que seu pai incrimine Robertson como um gênio do crime. Jameson trabalha com o Homem-Aranha para limpar o nome de Robertson. |    |                                                |                |                                                                           |                         |
| 43 | 2  | "Chapter II: The Cat"                          | Bob Richardson | Sean Catherine Derek Story: John Semper                                   | 8 de fevereiro de 1997  |
| O Doutor Octopus tenta chantagear Anastasia para que lhe pague um resgate para financiar seus experimentos, ameaçando revelar ao mundo que o pai de Felicia, John Hardesky, era o bandido conhecido como "O Gato". O Homem-Aranha descobre que Hardesky está sob custódia da SHIELD enquanto tenta obter informações sobre ele de Fury. Foi revelado que Hardesky testemunhou a criação do Capitão América quando criança e fugiu dos nazistas que trabalhavam para o Caveira Vermelha, que se passavam por agentes aliados. Com algumas melhorias em suas habilidades, o Camaleão se infiltra no porta-aviões da SHIELD e entrega Hardesky ao Rei do Crime, fingindo ser Hardesky. Então, o Doutor Octopus sequestra Felicia enquanto o Rei do Crime apresenta Felicia ao seu pai. |    |                                                |                |                                                                           |                         |
| 44 | 3  | "Chapter III: The Black Cat"                   | Bob Richardson | Marty Isenberg, Robert N. Skir, & Sean Catherine Derek Story: John Semper | 15 de fevereiro de 1997 |
| O Rei do Crime e o Doutor Octopus chantageiam Hardesky para revelar os ingredientes da fórmula do supersoldado , ameaçando Felicia. Após Hardesky revelar seus segredos, Landon consegue recriar e aprimorar a fórmula do Rei do Crime. Ele usa o soro para transformar Felicia na " Gata Negra " e a força a cometer seus crimes até que Landon consiga criar mais soro. Enquanto isso, Fury descobre que o Hardesky que eles têm é um impostor. |    |                                                |                |                                                                           |                         |
| 45 | 4  | "Chapter IV: The Return of Kraven"             | Bob Richardson | Meg McLaughlin                                                            | 22 de fevereiro de 1997 |
| O Homem-Aranha e a Gata Negra tentam confrontar Kraven. Após este escapar dos dois heróis, há vários relatos de ataques. Debra Whitman decide investigar e ela, a Gata Negra, o Flash e Curt Connors conseguem identificar o DNA feminino. Acontece que Crawford recebeu o mesmo soro que deu a Kraven o poder de curá-la de uma peste africana. No entanto, Crawford sofre mutação e se transforma em um homem-gato selvagem antes que Connors crie um soro que a restaure ao normal. |    |                                                |                |                                                                           |                         |
| 46 | 5  | "Chapter V: Partners"                          | Bob Richardson | Cynthia Harrison and Brooks Wachtel Story: John Semper                    | 3 de maio de 1997       |
| Alistair, atualmente trabalhando como o principal cientista de Silvermane, sequestra a Gata Negra e a mantém como prisioneira, amarrada e amordaçada. Ele então suborna o Homem-Aranha para capturar o Escorpião ou o Abutre, ambos com amostras únicas de DNA, essenciais para Silvermane restaurar sua juventude, em troca de sua libertação. Mas as coisas se complicam durante esta missão de resgate da Gata Negra. |    |                                                |                |                                                                           |                         |
| 47 | 6  | "Chapter VI: The Awakening"                    | Bob Richardson | Sean Catherine Derek Story: John Semper                                   | 10 de maio de 1997      |
| Morbius é encontrado por cientistas e levado de volta a Nova York para que sua condição seja avaliada. O Shocker sequestra Morbius para Landon, que consegue reverter Morbius à sua forma anterior de vampiro. Na confusão, Morbius escapa enquanto o Homem-Aranha luta contra seus inimigos. |    |                                                |                |                                                                           |                         |
| 48 | 7  | "Chapter VII: The Vampire Queen"               | Bob Richardson | Meg McLaughlin and John Semper Story: John Semper                         | 17 de maio de 1997      |
| Após um confronto com Miriam, a Rainha Vampira, Blade fica horrorizado ao descobrir que ela já foi sua mãe humana. Usando um elo psíquico, Miriam encontra Morbius, que luta contra sua fome de vampiros, para descobrir quais métodos não convencionais ele utilizou para se tornar um de sua espécie. Ao descobrir a existência do Recombinador Neogênico, Miriam planeja usar o dispositivo para criar mais vampiros para servi-la. |    |                                                |                |                                                                           |                         |
| 49 | 8  | "Chapter VIII: The Return of the Green Goblin" | Bob Richardson | Mark Hoffmeier                                                            | 12 de julho de 1997     |
| Preso no limbo entre portais, o Duende Verde telepaticamente chama Harry. Mantendo sua verdadeira identidade em segredo, ele promete a Harry que verá seu pai em breve se ele se tornar o segundo Duende Verde. Enquanto isso, pensando que Peter sabe onde Mary Jane está, Anna, sem saber, passa essa informação para o Justiceiro, que decide ajudar. Quando confrontado pelo Homem-Aranha sobre a verdade, durante a escaramuça entre eles e o Justiceiro, Harry fica chocado quando o Duende Verde lhe mostra que ele é seu pai, Norman. Isso, no entanto, faz com que Harry desmaie, fazendo-o decidir realmente seguir os passos de seu pai, continuando como o segundo Duende Verde, mas é nocauteado, com o Homem-Aranha o levando para buscar ajuda. Um Norman furioso assiste do limbo, mas fica mais chocado quando, quando o Justiceiro confronta Peter, Mary Jane reaparece. |    |                                                |                |                                                                           |                         |
| 50 | 9  | "Chapter IX: The Haunting of Mary Jane Watson" | Bob Richardson | Meg McLaughlin and John Semper Story: John Semper and Virginia Roth       | 19 de julho de 1997     |
| Após uma breve briga com Mysterio, Peter descobre que Mary Jane finalmente conseguiu sua grande chance ao recriar o papel cinematográfico que ficou famoso com a atriz Miranda Wilson. No entanto, foi uma armadilha armada por Miranda, que havia sobrevivido ao acidente durante as filmagens de seu filme, que deixou seu rosto queimado de um lado. Mysterio assumiu sua identidade de supervilão para arrecadar fundos para reconstruir seu corpo como um ciborgue. Miranda tinha a suposição equivocada de que a maquinaria transferiria sua mente para o corpo de Mary Jane. Incapaz de deixar o mundo ver o que aconteceu com ela, Miranda inicia uma sequência de autodestruição para o estúdio, enquanto Mysterio escolhe morrer com ela. Observando à distância, o Homem-Aranha revela sua identidade para Mary Jane. |    |                                                |                |                                                                           |                         |
| 51 | 10 | "Chapter X: The Lizard King"                   | Bob Richardson | Gordon Kent Story: John Semper                                            | 26 de julho de 1997     |
| Peter pede Mary Jane em casamento e ela aceita, para grande desconforto de Anna. Peter e Mary Jane pedem a Connors que a entregue no casamento, quando são interrompidos por três lagartos gigantes que alegam que Connors é seu pai e o sequestram, juntamente com Mary Jane. Eles são levados para os esgotos, com o Homem-Aranha em seu encalço, e Connors se torna o Lagarto novamente, para onde os lagartos querem que Connors os lidere. |    |                                                |                |                                                                           |                         |
| 52 | 11 | "Chapter XI: The Prowler"                      | Bob Richardson | Terence Taylor Story: John Semper                                         | 2 de agosto de 1997     |
| Peter encontra Hobie Brown em seu apartamento, onde quer que ele aliste o Homem-Aranha enquanto Peter descobre sua origem. Quando o senhor do crime Iceberg descobre que Hobie não acha que está recebendo uma parte justa, ele faz seus rapazes tentarem matá-lo. Depois de escapar por pouco desse destino, Hobie rouba a bolsa de um transeunte para financiar sua nova viagem. Acontece que é a bolsa de Mary Jane quando ela e Peter estão procurando um apartamento, mas Hobie é parado pelo Homem-Aranha e enviado para a prisão por violar sua liberdade condicional. Enquanto está na prisão, ele salva Richard de um atentado contra sua vida. Como pagamento, o Rei do Crime contrata um advogado de primeira linha para permitir a libertação de Hobie e lhe dá um traje especial como o Prowler . Ele usa o traje para se vingar de Iceberg. Isso logo lhe causa problemas depois que o Rei do Crime descobre que ele derrotou Iceberg e se oferece para consertá-lo. De volta ao presente, o Homem-Aranha acha que o Rei do Crime pode estar mexendo no traje do Prowler. |    |                                                |                |                                                                           |                         |

### Temporada 5 (1997–98)
Esta temporada tem quatro arcos de história principais: "Six Forgotten Warriors" (episódios 2 a 6), "The Return of Hydro-Man" (episódios 7 e 8), "Secret Wars" (episódios 9 a 11) e "Spider Wars" (episódios 12 e 13).
| 53 | 1  | "The Wedding"                               | Bob Richardson | John Semper and Meg McLaughlin Story: John Semper               | 12 de setembro de 1997 |
| Peter e Mary Jane estão prontos para se casar. Seus planos, no entanto, são interrompidos quando o Escorpião sequestra May. O Homem-Aranha a persegue e a resgata, mas se pergunta se o destino está tentando lhe dizer algo. Enquanto isso, o Rei do Crime está pagando o casamento de Peter e Mary Jane. Quando o casamento finalmente acontece, Harry aparece como o Duende Verde no meio da cerimônia, agarra Mary Jane e ameaça explodir a igreja se o padre não o casar com Mary Jane. |    |                                             |                |                                                                 |                        |
| Story Arc 1: Six Forgotten Warriors |    |                                             |                |                                                                 |                        |
| 54 | 2  | "Chapter I"                                 | Bob Richardson | John Semper                                                     | 19 de setembro de 1997 |
| Em Moscou , Silver Sable surpreende o Dr. Grotizick. Na América, Keene Marlow surpreendentemente visita May, que o apresenta ao sobrinho dela, Peter, explicando que Keene era um velho amigo de seu tio Ben . Peter encontra os passaportes antigos de seus pais, Richard e Mary Parker . Ele subsequentemente os mostra a May, que ordena que Peter os guarde. Peter, no entanto, escuta a conversa de sua tia e Keane. Ele descobre que May estava sendo forçada a revelar algo a ele mais cedo ou mais tarde. Ele então sai, imaginando como a conversa continuou. Peter então decide deixar a América para Moscou, para que ele pudesse aprender mais sobre o passado de seus pais. Robertson, tendo assuntos secretos para lidar na Rússia, convence Jameson a enviar os dois para o exterior porque Peter mente sobre o Homem-Aranha querer assumir o governo russo e eles precisam encobrir a história. Enquanto isso, o Rei do Crime reuniu os Seis Insidiosos com o Abutre substituindo Mysterio para rastrear uma arma do Juízo Final que poderia estar conectada à situação. O Homem-Aranha segue Robertson até a casa de um informante, onde Sabre de Prata e a Matilha Selvagem atacam. Eles fogem com o informante, deixando o Homem-Aranha e Robertson inconscientes com uma bomba em contagem regressiva rápida. |    |                                             |                |                                                                 |                        |
| 55 | 3  | "Chapter II: Unclaimed Legacy"              | Bob Richardson | John Semper                                                     | 26 de setembro de 1997 |
| O Homem-Aranha consegue resgatar Robertson e escapar da explosão. No dia seguinte, Peter e Robertson visitam o amigo deste, o policial de Moscou Boris Pushkin, que afirma ter conhecido os pais de Peter. O chefe de polícia Rhienholdt Kragov interrompe e ameaça prender Peter e Robertson se eles não forem embora. Boris dá a Robertson o endereço da filha de Grotizick e eles visitam, descobrindo que os pais de Peter não eram espiões russos. O marido da filha pega as evidências e o Homem-Aranha descobre que ele é, na verdade, o Camaleão que o leva a uma armadilha. O Homem-Aranha é então derrotado, fica inconsciente e é levado ao Rei do Crime pelo Sexteto Insidioso, que revela seus planos de usar o Dispositivo do Juízo Final. O Homem-Aranha, o Sexteto e o Rei do Crime são sequestrados por Sabre de Prata e a Matilha Selvagem, que atacam o prédio. Mais tarde, eles se encontram na Usina Nuclear de Chernobyl, na Ucrânia, nas garras do Caveira Vermelha. Acontece que, na verdade, é seu filho Kragov, já que o Rei do Crime observou que o verdadeiro Caveira Vermelha teria escapado de suas garras. Ele causa o colapso da fortaleza e escapa. O Rei do Crime e os Seis fogem, deixando Sable e a Matilha Selvagem algemados. O Homem-Aranha os liberta e eles também escapam. |    |                                             |                |                                                                 |                        |
| 56 | 4  | "Chapter III: Secrets of the Six"           | Bob Richardson | John Semper                                                     | 3 de outubro de 1997   |
| Peter e Robertson visitam Omar Mosely, que lhes conta a história dos Seis Guerreiros Americanos. Durante a Segunda Guerra Mundial, após a criação do Capitão América, mais cinco heróis foram criados: Whizzer , Miss América , o Trovejante , o Destruidor e o Marvel Negro . Eles lutaram ao lado do Capitão América. Devido à fórmula do supersoldado não ser a mesma que foi usada para criar o Capitão América, seus membros usam anéis especiais para ativar seus poderes. Agora no presente, o Homem-Aranha deve encontrar os antigos heróis antes que o Rei do Crime o faça. |    |                                             |                |                                                                 |                        |
| 57 | 5  | "Chapter IV: The Six Fight Again"           | Bob Richardson | John Semper                                                     | 10 de outubro de 1997  |
| Como ex-companheiro do falecido Marvel Negro, Omar escondeu as chaves do Marvel Negro após sua morte. Agora ciente do roubo da maioria das chaves pelo Sexteto Insidioso, ele tinha certeza de que eles as procurariam. Omar mostra a Robertson onde as últimas chaves estão escondidas. No entanto, revela-se que é o Camaleão personificando Robertson e rouba as chaves enquanto o verdadeiro Robertson, o Rei do Crime, o Sexteto Insidioso, o Homem-Aranha e o Destruidor chegam. O Marvel Negro também aparece quando Omar sai. O Homem-Aranha e os cinco membros dos Seis Guerreiros Americanos lutam contra o Sexteto Insidioso e o Rei do Crime pelo último anel. O Rei do Crime ganha a custódia das chaves e foge com elas, mas o Camaleão o trai e ajuda Kragov a libertar seu pai, o Caveira Vermelha. O Homem-Aranha e os outros cinco heróis se encontram em um prédio e o Marvel Negro se revela Omar. Omar revela que quando o candidato original a Marvel Negro foi levado por seu pai, Omar o substituiu. Foi revelado que o Trovão vigiava o prédio enquanto se passava por um morador de rua. O Homem-Aranha e os Seis Guerreiros são capturados pelo Rei do Crime e pelo Sexteto Insidioso. Ambos os lados são presos pelo Caveira Vermelha, enquanto Sabre de Prata aparece para ajudar o Homem-Aranha. |    |                                             |                |                                                                 |                        |
| 58 | 6  | "Chapter V: The Price of Heroism"           | Bob Richardson | John Semper                                                     | 17 de outubro de 1997  |
| O Homem-Aranha e a Sabre de Prata rastreiam Kragov, o Camaleão e o Caveira Vermelha, mas são pegos por um campo de força. Aparentemente, o Dispositivo do Juízo Final que o Caveira criou no passado foi criado para que Kragov se transformasse em um "deus", sendo injetado com eletricidade, o que lhe permite criar e manipular eletricidade para cumprir suas ordens. Ele usa um traje verde e uma máscara de raio, apelidando-se de Electro. |    |                                             |                |                                                                 |                        |
| Story Arc 2: The Return of Hydro-Man |    |                                             |                |                                                                 |                        |
| 59 | 7  | "Part 1"                                    | Bob Richardson | Eileen Fuentes and James Krieg Story: John Semper               | 24 de outubro de 1997  |
| Peter e Mary Jane chegam às Cataratas do Niágara para sua lua de mel adiada, mas ela é interrompida quando o Homem-Hídrico retorna e sequestra Mary Jane. Com a ajuda da Gata Negra, o Homem-Aranha parte em sua perseguição. |    |                                             |                |                                                                 |                        |
| 60 | 8  | "Part 2"                                    | Bob Richardson | Meg McLaughlin and John Semper Story: John Semper               | 31 de outubro de 1997  |
| Mary Jane revela ter novos poderes aquáticos, como o Homem-Hídrico. O Homem-Aranha segue o Homem-Hídrico até um laboratório subaquático, onde descobre que o cientista Miles Warren usou sua controversa tecnologia de clonagem para criar um clone do Homem-Hídrico original enquanto trabalhava para alguém que ele mantém anônimo. Ele fica ainda mais chocado ao saber que Warren usou uma gota do Homem-Hídrico para clonar Mary Jane. Acontece que ambos os clones são instáveis e perecem. Peter se despede do clone de Mary Jane. Depois que o Homem-Aranha vai embora, Warren contata Alistair para que os homens de Silvermane consertem seu laboratório, pois ele mostra ter uma amostra do traje do Homem-Aranha. Enquanto lamenta a morte de Mary Jane em uma ponte, o Homem-Aranha é visitado por Madame Teia, que afirma que chegou a hora de ele fazer a sua parte. Em troca, ela levará o Homem-Aranha para encontrar Mary Jane. |    |                                             |                |                                                                 |                        |
| Story Arc 3: Secret Wars |    |                                             |                |                                                                 |                        |
| 61 | 9  | "Chapter I: Arrival"                        | Bob Richardson | John Semper and Karen Milovich                                  | 7 de novembro de 1997  |
| Madame Web leva o Homem-Aranha para outra dimensão, onde ele é levado diante de um ser conhecido como Beyonder , que escolheu o Homem-Aranha para fazer parte de um experimento para ver se o bem é mais poderoso que o mal. Ele encontra um planeta paradisíaco e escolhe o Doutor Octopus, o Doutor Destino , Alistair, o Lagarto e o Caveira Vermelha como os vilões para invadi-lo. Depois de acelerar o tempo lá, o planeta foi tomado. O Homem-Aranha deve liderar uma equipe de super-heróis para salvar o planeta. Usando o laboratório abandonado e um dispositivo de transporte, o Homem-Aranha convoca o Quarteto Fantástico (composto pelo Senhor Fantástico , Mulher Invisível , Tocha Humana e o Coisa ), Homem de Ferro, Capitão América e Tempestade dos X-Men. O Lagarto aparece e ataca o Homem-Aranha, mas os heróis o deixam inconsciente enquanto vermes alienígenas atacam. Tempestade e Mulher Invisível combinam suas habilidades para recarregar o laboratório. Eles conseguem se unir, enquanto o Homem de Ferro e o Senhor Fantástico usam a tecnologia alienígena para reativar a parte da mente do Lagarto onde está a consciência de Connors. Agora no controle de si mesmo, Connors se alia à equipe do Homem-Aranha, enquanto Madame Teia e o Beyonder estão impressionados até agora. |    |                                             |                |                                                                 |                        |
| 62 | 10 | "Chapter II: The Gauntlet of the Red Skull" | Bob Richardson | Virginia Roth                                                   | 14 de novembro de 1997 |
| Doutor Octopus e Alistair unem forças com o Caveira Vermelha. É mencionado que o domínio do Doutor Octopus foi tomado por Destino. O Homem-Aranha traz a Gata Negra ao planeta para ajudá-lo, justamente quando ela, Morbius e Blade lutavam contra Miriam e seus vampiros. A equipe atravessa um deserto para atacar o império do Caveira Vermelha. Mais tarde, o Homem-Aranha e a Gata Negra se beijam. |    |                                             |                |                                                                 |                        |
| 63 | 11 | "Chapter III: Doom"                         | Bob Richardson | John Semper, Mark Hoffmeier, and Ernie Altbacker                | 21 de novembro de 1997 |
| Após derrotar o Caveira Vermelha, o Homem-Aranha e a equipe tentam se encontrar com o Quarteto Fantástico, apenas para descobrir que foram emboscados e que Destino sequestrou o Coisa. Os heróis vão resgatá-lo, entrando no império de Destino, que descobrem ser um paraíso pacífico. Destino usou a tecnologia do planeta não apenas para destronar o Doutor Octopus, mas também para tornar sua Nova Latvéria um lugar do bem. Ele até deu um relógio ao Coisa para que ele voltasse à sua forma humana, tendo realizado algo que o Senhor Fantástico não conseguiu. Após descobrir os poderes do Beyonder, Destino decide absorvê-lo para garantir a paz eterna, banindo os outros vilões de volta à Terra. No entanto, demônios surgem de seus sonhos enquanto ele dorme. Com a ajuda do Homem-Aranha, os heróis conseguem derrotar o Dr. Destino, provando que o bem é superior. O Beyonder apaga as memórias dos outros e os envia de volta à Terra. Ele então revela ao Homem-Aranha que este era um teste para mostrar se ele era digno do verdadeiro desafio. |    |                                             |                |                                                                 |                        |
| Story Arc 4: Spider Wars |    |                                             |                |                                                                 |                        |
| 64 | 12 | "Chapter I: I Really, Really Hate Clones"   | Bob Richardson | James Krieg, Mark Hoffmeier, and John Semper Story: John Semper | 31 de janeiro de 1998  |
| O Homem-Aranha é levado para uma dimensão alternativa onde, devido a uma série de eventos , seu Peter nativo se uniu ao simbionte Carnificina para se tornar o Carnificina-Aranha, que devastou e demoliu a cidade de Nova York com a ajuda do Rei do Crime, Alistair, o Duende Macabro e o Duende Verde. O Jameson daquele mundo tentou fazer contato com os sobreviventes enquanto Robertson provava que Jameson estava certo sobre o Homem-Aranha. O Beyonder diz ao Homem-Aranha que sua contraparte perturbada planeja usar uma bomba desintegradora de matéria alimentada pelo Acelerador de Dilatação do Tempo para destruir o multiverso , e a única maneira de detê-lo é o Homem-Aranha liderar um grupo de Homens-Aranha de diferentes dimensões para impedir a explosão. Aliado ao irmão do Carnificina-Aranha por clonagem, o Aranha Escarlate , além de um Homem-Aranha de alta tecnologia, um Homem-Aranha de seis braços, um Homem-Aranha com uma cópia dos tentáculos do Doutor Octopus e um ator vestido de Homem-Aranha, o Homem-Aranha principal ataca a gangue do Carnificina-Aranha na base do Rei do Crime. No entanto, o Homem-Aranha de seis braços se transforma no Homem-Aranha no meio da missão. |    |                                             |                |                                                                 |                        |
| 65 | 13 | "Chapter II: Farewell, Spider-Man"          | Bob Richardson | John Semper                                                     | 31 de janeiro de 1998  |
| Os Homens-Aranha param o Carnificina-Aranha em sua dimensão natal, mas ele escapa para a dimensão do Homem-Aranha de alta tecnologia. Depois de salvarem a todos, o Beyonder desaparece após teletransportar o Homem-Aranha para longe, enquanto Madame Teia envia o Rei do Crime alternativo para uma prisão em sua Terra. Com poderes limitados, Madame Teia envia o Homem-Aranha principal para esta dimensão, já que o Homem-Aranha de alta tecnologia ainda está paralisado por suas ações. Uma vez lá, ele descobre que sua contraparte alternativa fundou a Fundação Científica Peter Parker, onde sua identidade é conhecida, ele está noivo de Gwen Stacy , Jameson não odeia o Homem-Aranha, o Rei do Crime é o advogado de Peter e encontra Mary Jane viva. O Carnificina-Aranha chega e engana o Rei do Crime desta realidade para ajudá-lo até que a verdade seja revelada. Peter então encontra o Ben desta realidade, que ainda está vivo e consegue trazer a personalidade real de Peter para fora do Carnificina-Aranha. No entanto, o simbionte é muito forte e o Carnificina-Aranha pula em um portal instável que o destrói. Todos os Homens-Aranha voltaram para casa. O Homem-Aranha, que era apenas um ator, explica que, em seu mundo, o Homem-Aranha é um personagem fictício. O Homem-Aranha viaja para esse mundo, onde conhece seu criador Stan Lee e o leva para balançar teias como agradecimento por tê-lo criado. Madame Teia então leva o Homem-Aranha para encontrar o paradeiro de Mary Jane como recompensa por salvar a realidade. |    |                                             |                |                                                                 |                        |

1. ↑  This episode originally aired in primetime.